# Ibisstorkar
Ibisstorkar (Mycteria) är ett släkte med fåglar i familjen storkar inom ordningen storkfåglar.
Släktet ibisstorkar omfattar fyra arter:
- Amerikansk ibisstork (M. americana)
- Indonesisk ibisstork (M. cinerea)
- Afrikansk ibisstork (M. ibis)
- Indisk ibisstork (M. leucocephala)

Ytterligare en art finns beskriven. Den dog ut under holocen, större ibisstork (M. wetmorei).